# بلاد الباشكارد
بلاد الباشكارد بلاد جبلية محاذية لجبال مكران، وسكنها القنص والبلوش وأبناء عمرو بن عامر، وجبالها (البارز) التي سكنها أيضًا بعض قبائل الأزد والقحطانيين.